# Mus’ab Al-Batat
Mus'ab Al-Batat  (1993. november 12. –) palesztin labdarúgó, a Shabab Al-Dhahiriya hátvédje.

## Pályafutása

### A válogatottban
2013. április 17-én mutatkozott be a palesztin válogatottban a Katar elleni barátságos mérkőzésen. Részt vett a 2015-ös Ázsia-kupán, a 2019-es Ázsia-kupán és 2023-as Ázsia-kupán.

## Sikerei, díjai
- Ciszjordánia Premier League (2): 2013, 2015